# Reserva índia de Big Cypress
La reserva índia de Big Cypress és una de les sis reserves de la Tribu Seminola de Florida. Es troba al sud-est del comtat de Hendry i el nord-oest del comtat de Broward al sud de Florida als Estats Units. La reserva es troba al sud del llac Okeechobee i al nord d'Alligator Alley. És dirigida pel Consell Tribal de la Tribu Seminola de Florida, i és la major de les cinc reserves seminoles a l'estat. Les instal·lacions a la reserva inclouen el museu tribal i un important complex d'oci i volta.
La superfície és de 212,306 km², Incloent la 12a explotació ramadera més gran del país. En el cens dels Estats Units del 2010 es va informar d'una població resident de 591 persones. La reserva també és anomenada "Reserva Índia Seminola Big Cypress" o "Reserva Big Cypress". Està situat al costat nord de la secció més gran de la Reserva índia Miccosukee a l'oest del comtat de Broward.

## Turisme i entreteniment

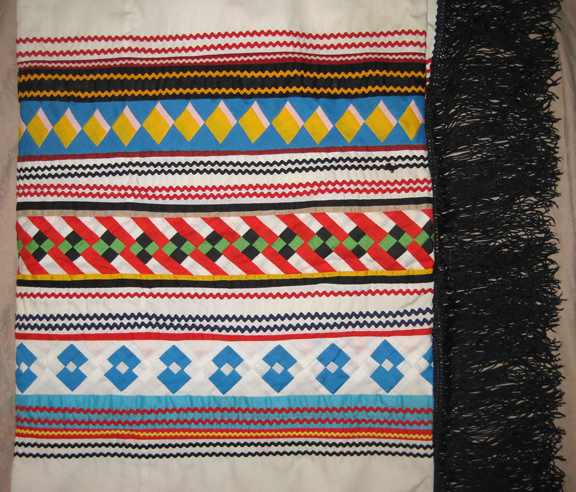
Xal seminola fet per Susie Cypress de la reserva índia Big Cypress, ca. 1980

La tribu posseeix aquí dues atraccions turístiques: Billie Swamp Safari i Big Cypress Entertainment Complex.
La banda estatunidenca de rock Phish va celebrar el seu concert del mil·lenni a la reserva del 30 de desembre de 1999 a l'1 de gener de 2000. Amb una assistència de 85.000 persones, va ser la primera i més gran concert del mil·lenni amb entrades exhaurides. Phish va realitzar tres actuacions de música el dia 30, un conjunt de la tarda el dia 31, i una "Midnight To Dawn" sense precedents, que es va desenvolupar a partir de 23:50 fins a la matinada l'1 de gener del 2000.
El complex d'entreteniment està envoltat de 350 acres per a esdeveniments a l'aire lliure, a més d'un "rodeo arena" recentment renovat amb capacitat per a 3.000 persones. Tenen estables per 86 cavalls.
La tribu va construir el Museu Seminole Indian Ah-Tah-Thi-Ki, que es va inaugurar el 1997. El 2005 va ser el primer museu tribal per rebre l'acreditació de l'Associació Americana de Museus (AAM), i és afiliada a la Smithsonian Institution.